# Carrer de pilota de Meliana
El Carrer de pilota de Meliana és un carrer artificial construït a l'Horta Nord per a la pràctica de la pilota valenciana.
Construït l'any 1998 per l'Ajuntament de Meliana, i reformat diverses vegades, en l'actualitat és una canxa de 70m de llargària, cobert per una xarxa i amb megafonia i il·luminació artificial. Cal fer esment als diversos paranys que simulen un carrer de veritat: portes, finestres, balcons, voreres i clavegueres. El públic pot seure a la galeria del dau, al mur de la paret dreta del dau, o veure la partida recolzat als frontons del dau o el rest, sempre atent a evitar la pilota.
El Club de Pilota de Meliana és un dels més actius en la modalitat de galotxa. Nogensmenys, el Carrer de Meliana és la seu de les competicions més importants, com la Copa Generalitat.